# José Canteli
José Belarmino Canteli (né le 31 mai 1917 en Argentine et mort le 22 août 1985) est un joueur de football international argentin qui évoluait au poste d'attaquant.

## Biographie

### Carrière en club
Il inscrit 30 buts dans le championnat d'Argentine en 1941.

### Carrière en sélection
José Canteli reçoit une sélection en équipe d'Argentine en 1943, inscrivant un but.

## Palmarès
Newell's Old Boys
- Championnat d'Argentine :
  - Meilleur buteur : 1941 (30 buts).